# Mortes em 2002
Oi estas pessoas morreram por tua causa e de dormires.[carece de fontes?] Esta é uma relação de pessoas notáveis que morreram durante o ano de 2002, listando nome, nacionalidade, ocupação e ano de nascimento.

## Janeiro

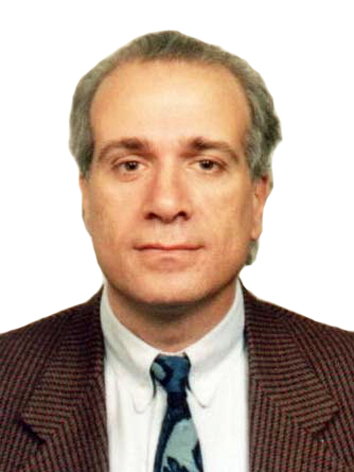
18 de janeiro - Celso Daniel, político brasileiro. (n. 1951)

| Dia | Nome                 | Profissão ou motivo de reconhecimento  | Nacionalidade  | Ano de nasc. | Ref    |
| --- | -------------------- | -------------------------------------- | -------------- | ------------ | ------ |
| 2   | Rui Campos           | Futebolista                            | Brasil         | 1922         |        |
| 2   | Pablo Antonio Cuadra | Escritor, ensaísta e crítico literário | Nicarágua      | 1912         | [ 1 ]  |
| 3   | Freddy Heineken      | Empresário                             | Países Baixos  | 1923         | [ 2 ]  |
| 3   | Juan García Esquivel | Compositor                             | México         | 1918         | [ 2 ]  |
| 7   | Geoff Crossley       | Automobilista                          | Inglaterra     | 1921         |        |
| 8   | Aleksandr Prokhorov  | Físico                                 | Rússia         | 1916         | [ 3 ]  |
| 13  | Ted Demme            | Ator                                   | Estados Unidos | 1963         | [ 4 ]  |
| 15  | Jean Dockx           | Futebolista                            | Bélgica        | 1941         |        |
| 17  | Camilo José Cela     | Escritor                               | Espanha        | 1916         | [ 5 ]  |
| 17  | Queenie Leonard      | Atriz                                  | Reino Unido    | 1905         |        |
| 18  | Celso Daniel         | Político                               | Brasil         | 1951         | [ 6 ]  |
| 19  | Vavá                 | Futebolista e treinador                | Brasil         | 1934         | [ 7 ]  |
| 21  | Peggy Lee            | Atriz e cantora                        | Estados Unidos | 1920         | [ 8 ]  |
| 23  | Pierre Bourdieu      | Sociólogo                              | França         | 1930         | [ 9 ]  |
| 25  | Roberto de Cleto     | Ator                                   | Brasil         | 1931         |        |
| 30  | Ênio Santos          | Ator e dublador                        | Brasil         | 1923         | [ 10 ] |

## Fevereiro

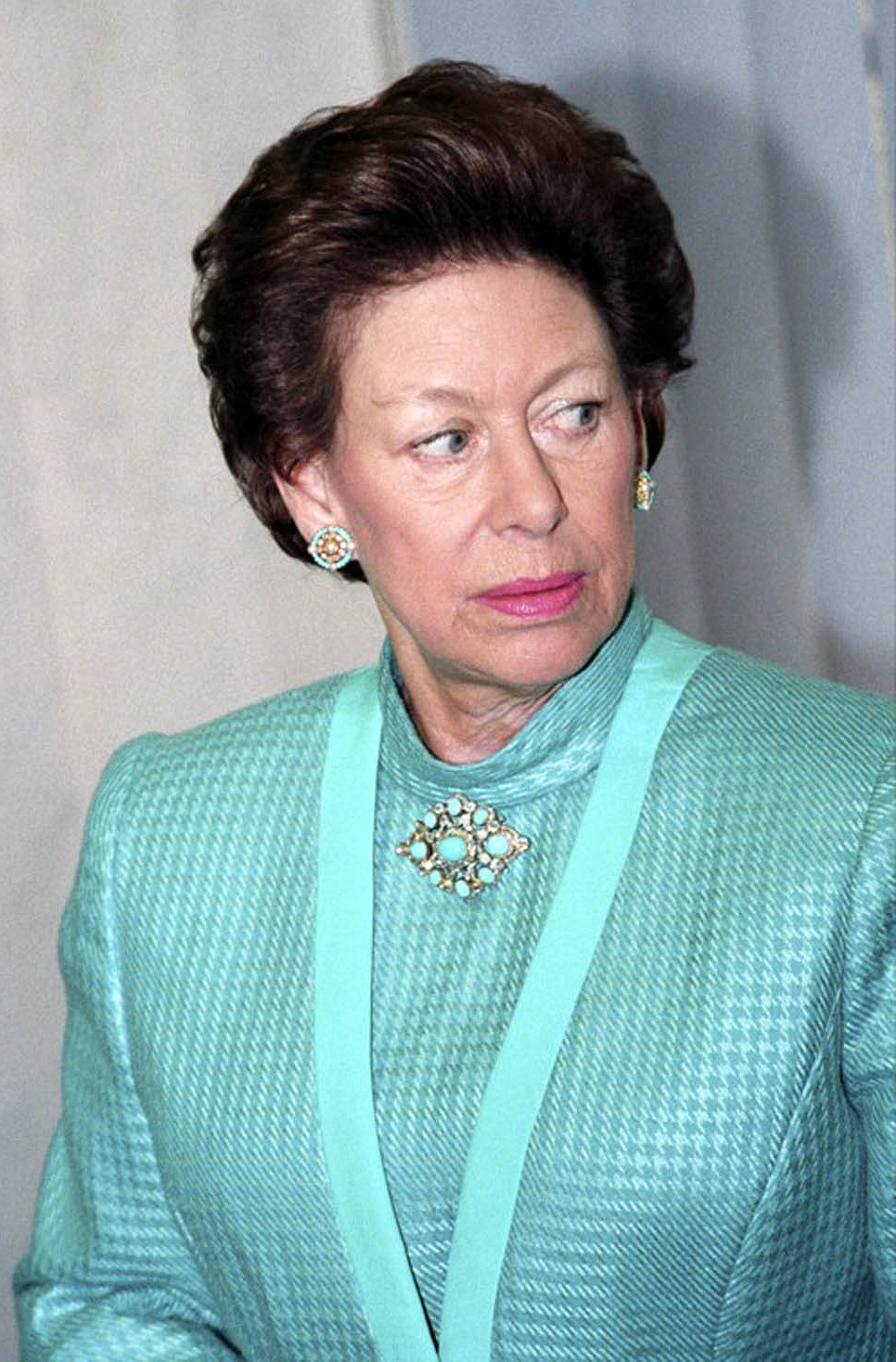
9 de fevereiro - Margarida do Reino Unido, condessa de Shodow. Filha mais nova do rei Jorge VI e da Rainha-Mãe Isabel Bowes-Lyon

| Dia | Nome                           | Profissão ou motivo de reconhecimento | Nacionalidade              | Ano de nasc. | Ref    |
| --- | ------------------------------ | ------------------------------------- | -------------------------- | ------------ | ------ |
| 3   | Rudolf Fleischmann             | Físico nuclear                        | Alemanha                   | 1903         |        |
| 4   | Agatha Barbara                 | Professora e política                 | Malta                      | 1923         |        |
| 4   | George Nader                   | Ator                                  | Estados Unidos             | 1921         |        |
| 7   | Jack Fairman                   | Automobilista                         | Inglaterra                 | 1913         |        |
| 8   | Zizinho                        | Futebolista                           | Brasil                     | 1921         | [ 11 ] |
| 8   | Ong Teng Cheong                | Ex-presidente de seu país             | Singapura                  | 1936         |        |
| 9   | Margarida, Condessa de Snowdon | Princesa                              | Reino Unido                | 1930         | [ 12 ] |
| 13  | Carlos Aboim Inglez            | Intelectual comunista                 | Portugal                   | 1930         | [ 13 ] |
| 14  | Nándor Hidegkuti               | Futebolista                           | Hungria                    | 1922         | [ 14 ] |
| 15  | Kevin Tod Smith                | Ator                                  | Nova Zelândia              | 1963         |        |
| 16  | Walter Winterbottom            | Futebolista e treinador               | Inglaterra                 | 1913         | [ 15 ] |
| 18  | Gabriel Mariano                | Escritor                              | Cabo Verde                 | 1928         |        |
| 22  | Jonas Savimbi                  | Líder da UNITA                        | Angola                     | 1934         | [ 16 ] |
| 22  | Chuck Jones                    | Animador, caricaturista e diretor     | Estados Unidos             | 1912         | [ 17 ] |
| 22  | Raymond Firth                  | Etnólogo                              | Reino Unido/ Nova Zelândia | 1901         |        |
| 26  | Lawrence Tierney               | Ator                                  | Estados Unidos             | 1919         |        |
| 28  | Agostinho Willy Kist           | Bispo                                 | Brasil                     | 1925         |        |

## Março

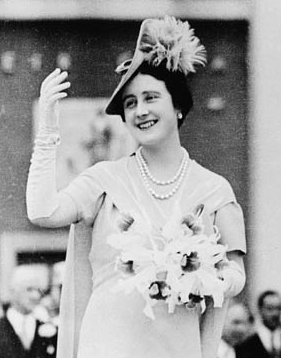
30 de março - Elizabeth Bowes-Lyon, rainha consorte do Reino Unido de 1936 e 1952. Ela era casada com o rei Jorge VI do Reino Unido.

| Dia | Nome                | Profissão ou motivo de reconhecimento | Nacionalidade           | Ano de nasc. | Ref    |
| --- | ------------------- | ------------------------------------- | ----------------------- | ------------ | ------ |
| 5   | Bau dos Oito Baixos | Músico                                | Brasil                  | 1939         |        |
| 10  | Rudolf Hell         | Inventor e engenheiro                 | Alemanha                | 1901         | [ 18 ] |
| 12  | Spyros Kyprianou    | Ex-presidente de seu país             | Chipre                  | 1932         |        |
| 14  | Albano Vizotto      | Pintor e escultor                     | Brasil                  | 1928         |        |
| 17  | William Witney      | Cineasta                              | Estados Unidos          | 1915         |        |
| 18  | Maude Farris-Luse   | Supercentenária                       | Estados Unidos          | 1887         |        |
| 24  | César Milstein      | Bioquímico                            | Argentina               | 1927         | [ 19 ] |
| 27  | Billy Wilder        | Cineasta                              | Áustria/ Estados Unidos | 1920         | [ 20 ] |
| 27  | Dudley Moore        | Ator e comediante                     | Inglaterra              | 1933         | [ 21 ] |
| 30  | Isabel Bowes-Lyon   | Rainha consorte                       | Reino Unido             | 1900         | [ 22 ] |
| 30  | Josaphat Marinho    | Jurista e político                    | Brasil                  | 1915         | [ 23 ] |
| 31  | Yara Bernette       | Pianista                              | Brasil                  | 1920         | [ 24 ] |

## Abril
| Dia | Nome                  | Profissão ou motivo de reconhecimento  | Nacionalidade  | Ano de nasc. | Ref    |
| --- | --------------------- | -------------------------------------- | -------------- | ------------ | ------ |
| 1   | Simo Häyhä            | Franco-Atirador                        | Finlândia      | 1905         |        |
| 2   | Ernst Stojaspal       | Futebolista                            | Áustria        | 1925         |        |
| 5   | Layne Staley          | Músico                                 | Estados Unidos | 1967         | [ 25 ] |
| 6   | Silvia Derbez         | Atriz                                  | México         | 1932         |        |
| 13  | Osvaldo Sargentelli   | Radialista, apresentador e empresário  | Brasil         | 1924         | [ 26 ] |
| 22  | Albrecht Becker       | Ator, designer de produção e fotógrafo | Alemanha       | 1906         |        |
| 22  | Linda Lovelace        | Atriz pornográfica                     | Estados Unidos | 1949         | [ 27 ] |
| 25  | Lisa Lopes - Left Eye | Cantora                                | Estados Unidos | 1971         | [ 28 ] |
| 26  | Tore Svensson         | Futebolista                            | Suécia         | 1927         |        |
| 29  | Fernando Pessa        | Jornalista                             | Portugal       | 1902         | [ 29 ] |

## Maio
| Dia | Nome                 | Profissão ou motivo de reconhecimento | Nacionalidade    | Ano de nasc. | Ref    |
| --- | -------------------- | ------------------------------------- | ---------------- | ------------ | ------ |
| 5   | Shogo Shiotani       | Ator                                  | Japão            | 1966         |        |
| 5   | Hugo Banzer          | Militar e político                    | Bolívia          | 1926         | [ 30 ] |
| 5   | Clarence Seignoret   | Ex-presidente de seu país             | Dominica         | 1919         | [ 31 ] |
| 6   | Pim Fortuyn          | Político                              | Países Baixos    | 1948         | [ 32 ] |
| 9   | Adelino Moreira      | Compositor                            | Portugal/ Brasil | 1918         | [ 33 ] |
| 11  | Joe Bonanno          | Criminoso                             | Itália           | 1905         | [ 34 ] |
| 13  | Valeriy Lobanovskiy  | Futebolista e treinador               | Ucrânia          | 1939         |        |
| 13  | Morihiro Saito       | Mestre de aikido                      | Japão            | 1928         |        |
| 14  | José Lutzenberger    | Ecologista e agrônomo                 | Brasil           | 1926         |        |
| 17  | László Kubala        | Futeboista e treinador                | Hungria/ Espanha | 1927         | [ 35 ] |
| 20  | Stephen Jay Gould    | Biólogo e divulgador científico       | Estados Unidos   | 1941         |        |
| 21  | Niki de Saint Phalle | Pintora, escultora e cineasta         | França           | 1930         |        |
| 27  | João Amazonas        | Político                              | Brasil           | 1912         | [ 36 ] |
| 30  | Mário Lago           | Ator e compositor                     | Brasil           | 1911         |        |

## Junho
| Dia | Nome                       | Profissão ou motivo de reconhecimento | Nacionalidade        | Ano de nasc. | Ref    |
| --- | -------------------------- | ------------------------------------- | -------------------- | ------------ | ------ |
| 2   | Tim Lopes                  | Jornalista                            | Brasil               | 1950         |        |
| 4   | Fernando Belaúnde Terry    | Ex-presidente de seu país             | Peru                 | 1912         |        |
| 5   | Dee Dee Ramone             | Músico                                | Estados Unidos       | 1951         | [ 37 ] |
| 5   | Orlando Fantoni            | Futebolista                           | Brasil               | 1917         | [ 38 ] |
| 7   | Liliana, Princesa de Réthy | Nobre                                 | Reino Unido/ Bélgica | 1916         |        |
| 12  | Philip Walsted             | Agente de reservas assassinado        | Estados Unidos       | 1978         |        |
| 15  | Sérgio Bernardes           | Arquiteto                             | Brasil               | 1919         | [ 39 ] |
| 15  | Said Belqola               | Árbitro de futebol                    | Marrocos             | 1956         | [ 40 ] |
| 17  | Fritz Walter               | Futebolista                           | Alemanha             | 1920         | [ 41 ] |
| 22  | Carlito Maia               | Biógrafo                              | Brasil               | 1924         |        |
| 25  | Henrique Santillo          | Político e médico                     | Brasil               | 1927         | [ 42 ] |
| 27  | John Entwistle             | Músico                                | Inglaterra           | 1944         |        |
| 30  | Chico Xavier               | Médium espírita                       | Brasil               | 1910         |        |

## Julho
| Dia | Nome                  | Profissão ou motivo de reconhecimento | Nacionalidade  | Ano de nasc. | Ref    |
| --- | --------------------- | ------------------------------------- | -------------- | ------------ | ------ |
| 4   | Laurent Schwartz      | Matemático                            | França         | 1915         |        |
| 5   | Katy Jurado           | Atriz                                 | México         | 1924         | [ 43 ] |
| 5   | Ted Williams          | Jogador de beisebol                   | Estados Unidos | 1918         | [ 44 ] |
| 6   | John Frankenheimer    | Cineasta                              | Estados Unidos | 1930         | [ 45 ] |
| 8   | Patativa do Assaré    | Poeta e compositor                    | Brasil         | 1909         | [ 46 ] |
| 9   | Rod Steiger           | Ator                                  | Estados Unidos | 1925         | [ 47 ] |
| 13  | Claudinho             | Cantor                                | Brasil         | 1975         | [ 48 ] |
| 18  | Gérson de Abreu       | Ator, cantor e apresentador           | Brasil         | 1964         | [ 49 ] |
| 23  | Euler Bentes Monteiro | Militar e político                    | Brasil         | 1917         | [ 50 ] |

## Agosto
| Dia | Nome               | Profissão ou motivo de reconhecimento | Nacionalidade       | Ano de nasc. | Ref |
| --- | ------------------ | ------------------------------------- | ------------------- | ------------ | --- |
| 3   | Carmen Silvera     | Atriz                                 | Reino Unido/ Canadá | 1922         |     |
| 6   | Edsger Dijkstra    | Cientista da Computação               | Países Baixos       | 1930         |     |
| 13  | Jim Crawford       | Automobilista                         | Inglaterra          | 1948         |     |
| 29  | Lance Macklin      | Automobilista                         | Inglaterra          | 1919         |     |
| 29  | Freitas Cavalcanti | Político                              | Brasil              | 1908         |     |
| 31  | Lionel Hampton     | Músico de jazz                        | Estados Unidos      | 1908         |     |

## Setembro
| Dia | Nome                | Profissão ou motivo de reconhecimento | Nacionalidade    | Ano de nasc. | Ref    |
| --- | ------------------- | ------------------------------------- | ---------------- | ------------ | ------ |
| 5   | Cliff Gorman        | Ator                                  | Estados Unidos   | 1936         | [ 51 ] |
| 7   | Uziel Gal           | Desenhador de armas                   | Alemanha/ Israel | 1923         | [ 52 ] |
| 8   | Lucas Moreira Neves | Cardeal                               | Brasil           | 1941         | [ 53 ] |
| 12  | Mitsuo Ikeda        | Lutador                               | Japão            | 1935         |        |
| 14  | LaWanda Page        | Atriz, comediante e dançarina         | Estados Unidos   | 1920         |        |
| 17  | Dida                | Futebolista                           | Brasil           | 1934         |        |
| 19  | Robert Guéï         | Ex-presidente de seu país             | Costa do Marfim  | 1941         | [ 54 ] |
| 22  | Julio Pérez         | Futebolista                           | Uruguai          | 1926         |        |

## Outubro
| Dia | Nome                          | Profissão ou motivo de reconhecimento | Nacionalidade  | Ano de nasc. | Ref    |
| --- | ----------------------------- | ------------------------------------- | -------------- | ------------ | ------ |
| 10  | Mario de las Casas            | Futebolista                           | Peru           | 1901         |        |
| 12  | Ray Conniff                   | Maestro e compositor                  | Estados Unidos | 1916         | [ 55 ] |
| 17  | Yara Cortes                   | Atriz                                 | Brasil         | 1921         |        |
| 23  | Nathan Juran                  | Cineasta                              | Estados Unidos | 1907         |        |
| 24  | Hermán Gaviria                | Futebolista                           | Colômbia       | 1969         | [ 56 ] |
| 25  | Richard Harris                | Ator                                  | Irlanda        | 1930         | [ 57 ] |
| 29  | Glenn McQueen                 | Animador                              | Canadá         | 1960         |        |
| 30  | Jason Mizell                  | Rapper                                | Estados Unidos | 1965         | [ 58 ] |
| 31  | Manfred Albert von Richthofen | Engenheiro                            | Brasil         | 1953         |        |

## Novembro

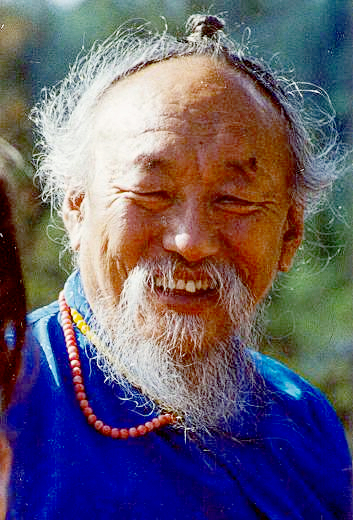
17 de novembro - Chagdud Tulku Rinpoche, lama tibetano. (n. 1930)

| Dia | Nome                    | Profissão ou motivo de reconhecimento | Nacionalidade  | Ano de nasc. | Ref    |
| --- | ----------------------- | ------------------------------------- | -------------- | ------------ | ------ |
| 1   | Lester Morgan Suazo     | Futebolista                           | Costa Rica     | 1976         |        |
| 3   | Jonathan Harris         | Ator                                  | Estados Unidos | 1914         | [ 59 ] |
| 9   | Eusebio Tejera          | Futebolista                           | Uruguai        | 1922         |        |
| 13  | Juan Alberto Schiaffino | Futebolista e treinador               | Uruguai        | 1925         | [ 60 ] |
| 17  | Chagdud Tulku Rinpoche  | Lama                                  | Tibete         | 1930         |        |
| 18  | James Coburn            | Ator                                  | Estados Unidos | 1928         | [ 61 ] |
| 19  | Neville George          | Ator, dublador e locutor              | Brasil         | 1939         |        |
| 20  | Kakhi Asatiani          | Futebolista                           | Geórgia        | 1947         |        |
| 28  | Mahicon Librelato       | Futebolista                           | Brasil         | 1981         | [ 62 ] |
| 21  | Norihito                | Nobre                                 | Japão          | 1954         |        |

## Dezembro
| Dia | Nome                 | Profissão ou motivo de reconhecimento    | Nacionalidade  | Ano de nasc. | Ref    |
| --- | -------------------- | ---------------------------------------- | -------------- | ------------ | ------ |
| 2   | Arno Peters          | Cartógrafo                               | Alemanha       | 1916         |        |
| 3   | Glenn Quinn          | Ator                                     | Irlanda        | 1970         |        |
| 5   | Ne Win               | Militar e político                       | Myanmar        | 1911         | [ 63 ] |
| 10  | Átila Iório          | Ator                                     | Brasil         | 1921         | [ 64 ] |
| 11  | Carlos Zara          | Ator                                     | Brasil         | 1930         | [ 65 ] |
| 17  | Evandro Lins e Silva | Jurista, escritor, jornalista e político | Brasil         | 1912         | [ 66 ] |
| 17  | Luis Ernesto Castro  | Futebolista                              | Uruguai        | 1921         |        |
| 22  | Desmond Hoyte        | Ex-presidente de seu país                | Guiana         | 1929         | [ 67 ] |
| 22  | Joe Strummer         | Cantor e guitarrista                     | Inglaterra     | 1952         | [ 68 ] |
| 24  | Altair Lima          | Ator                                     | Brasil         | 1936         | [ 69 ] |
| 24  | Miguel Busquets      | Futebolista                              | Chile          | 1920         |        |
| 26  | Herb Ritts           | Fotógrafo                                | Estados Unidos | 1952         | [ 70 ] |
| 26  | Hugo Borghi          | Político                                 | Brasil         | 1910         |        |
| 27  | George Roy Hill      | Cineasta                                 | Estados Unidos | 1921         | [ 71 ] |